# یکشنبه خونین (جنگ جهانی دوم)

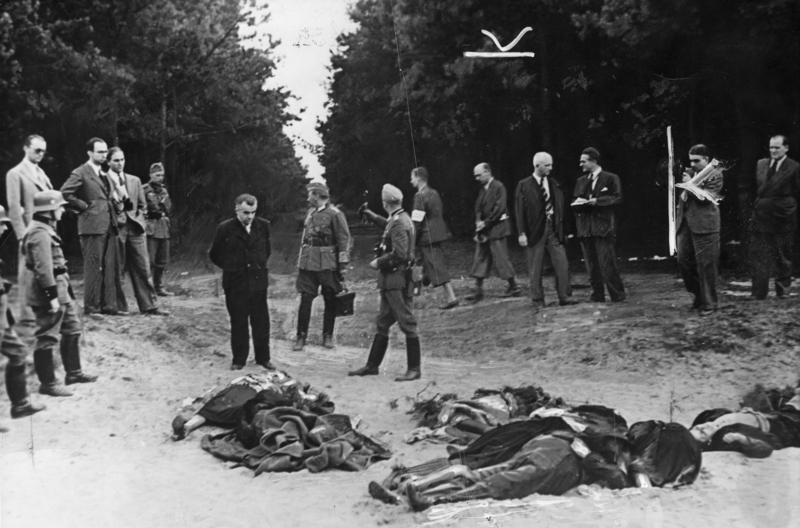
قربانیان آلمانی یکشنبه خونین

یکشنبه خونین (آلمانی: Bromberger Blutsonntag) اشاره به حادثه‌ای دارد که در روزهای سوم و چهارم سپتامبر ۱۹۳۹، یعنی اندکی پس از شروع حمله آلمان نازی به لهستان و آغاز جنگ جهانی دوم، در شهر بیدگوشچ لهستان اتفاق افتاد.
در این حادثه که با حمله تک‌تیراندازان ورماخت به شهر بیدگوشچ و سقوط شهر رخ داد، تقریباً ۶۰۰–۸۰۰ شهروند لهستانی، اقلیت آلمانی ساکن لهستان و یهودی کشته‌شدند.